# Рудницька Марія Леонідівна
Рудницька Марія Леонідівна (нар. 17 червня 1916, Катеринослав (Дніпро), Російська імперія — 1 січня 1983, Ленінград, СРСР) — радянська художниця, живописець і педагог, член Ленінградської організації Спілки художників РРФСР.

## Біографія
Марія Леонідівна Рудницька народилася 17 червня 1916 року в Катеринославі (нині місто Дніпро) в родині інженера-шляховика. У 1916—1927 роках разом з батьками жила в Сибіру на будівництві Транссибірської залізниці.
У 1932 році після закінчення школи-семирічки приїхала в Ленінград. У 1935 році вступила в Таврійське художнє училище, займалася у А. Громова, С. Бутлер, В. Левитського, В. Орєшнікова, М. Асламазян. У 1939 році закінчила училище і вступила на перший курс Ленінградського інституту живопису, скульптури та архітектури. Займалася у Семена Абугова, Бориса Фогеля, Михайла Бернштейна, Ігоря Грабаря. У лютому 1942 року разом з інститутом була евакуйована з блокадного Ленінграда в Самарканд, звідки повернулася влітку 1944 року.
У 1946 році Рудницька вийшла заміж за художника Звонцова В. М. У 1947 році у них народилася дочка Катерина, яка згодом закінчила ЛІЖСА імені І. Ю. Рєпіна та, як і батько, стала художником-графіком. У 1949 році Рудницька закінчила Ленінградський інститут живопису, скульптури та архітектури імені І. Е. Рєпіна по майстерні Віктора Орєшнікова з присвоєнням кваліфікації художника живопису. Дипломна робота — картина «Материнство».
З 1949 року Рудницька брала участь у виставках. Писала пейзажі, портрети, натюрморти, жанрові картини. Тяжіла до пленерного живопису. Багато працювала в жанрі дитячого портрета. Кращі твори відрізняють влучність характеристик, вишуканість колориту, майстерна передача пленеру. У 1949 році була прийнята в члени Ленінградської Спілки художників. У 1951—1952 роках викладала живопис і малюнок в художньому інституті в Тарту (Естонія). Після повернення до Ленінграда працювала в Ленінградській середній художній школі, а в 1960-х роках — на кафедрі загального живопису Вищого художньо-промислового училища імені В. І. Мухіної. Серед творів, створених Рудницькою, картини «Натюрморт з рибами» (1957), «Береги річки Сороті» (1958), «Стежина», «Гриби» (обидві 1960), «Дівчинка в саду» (1964), «На стадіоні» (1961), «Натюрморт з червоним підносом» (1967) та інші.
Померла 1 січня 1983 року в Ленінграді на 67-му році життя.
Твори М. Л. Рудницької знаходяться в музеях та приватних збірках в Росії, США, Франції, Італії та інших країнах.

## Виставки
- 1958 рік (Ленінград): Осіння виставка творів ленінградських художників.
- 1960 рік (Ленінград): Виставка творів художників — жінок Ленінграда в ознаменування 50-річчя Міжнародного жіночого дня 8 Березня, з участю Єгениї Антипової, Таїсії Афоніної, Євгенії Байкової, Ірини Балдіної, Злати Бизової, Ніни Веселової, Олени Горохової, Марії Зубрєєвої, Марини Козловської, Тетяни Копніної, Майї Копитцевої, Олени Костенко, Валерії Ларіної, Марії Рудницької, Олени Скуінь, Надії Штейнміллер і інших.
- 1960 рік (Ленінград): Виставка творів ленінградських художників 1960 року.
- 1961 рік (Ленінград): Виставка творів ленінградських художників 1961 року.
- 1965 рік (Ленінград): Весняна виставка творів ленінградських художників.
- 1968 рік (Ленінград): Осіння виставка творів ленінградських художників.
- Березень 1992 рік (Париж): Виставка «Санкт-Петербурзька школа».